# Loire-Atlantique

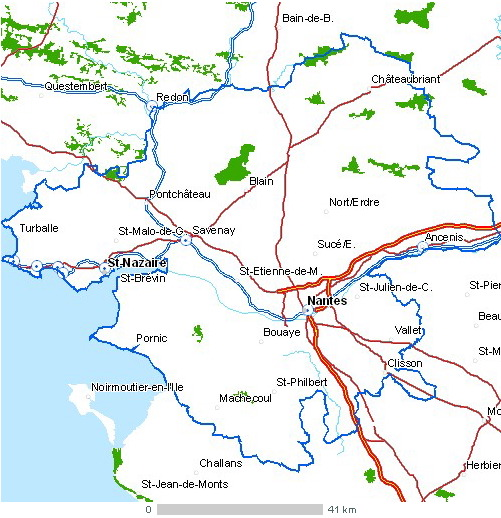
Poloha

Loire-Atlantique je francouzský departement ležící v regionu Pays de la Loire. Do roku 1957 byl oficiálně zvaný Loire-Inférieure. Člení se na 4 arrondisementy. Původně (do roku 1941, resp. 1956) toto území patřilo k historické zemi Bretaň (Bretagne). Hlavní město je Nantes.

## Arrondisementy
- Ancenis
- Châteaubriant
- Nantes
- Saint-Nazaire

## Sousední departementy
| Růžice kompasu | Morbihan         | Ille-et-Vilaine | Mayenne        | Růžice kompasu |
| Růžice kompasu |                  | Sever           | Maine-et-Loire | Růžice kompasu |
| Růžice kompasu | Loire-Atlantique |                 | Maine-et-Loire | Růžice kompasu |
| Růžice kompasu | Jih              |                 | Maine-et-Loire | Růžice kompasu |
| Růžice kompasu | Vendée           |                 |                | Růžice kompasu |

## Nejvýznamnější města
- Nantes
- Châteaubriant
- Saint-Nazaire